# دی‌فنیل‌کتن
دی‌فنیل‌کتن (به انگلیسی: Diphenylketene) با فرمول شیمیایی C۱۴H۱۰O یک ترکیب شیمیایی با شناسه پاب‌کم ۱۲۳۰۶۹ است. که جرم مولی آن ۱۹۴٫۲۲۸۶ g/mol می‌باشد. شکل ظاهری این ترکیب، مایع روغنی نارنجی و قرمز است.